# Blez
Blez è un album in studio del duo musicale italiano Blez, pubblicato nel 1993.

## Descrizione
Dopo l'esperienza di Astrologia, Luca Bonaffini e l'amico Pierangelo Bertoli concepiscono il progetto Blez, nato da un'idea del musicista emiliano. La produzione è curata da Caterina Caselli, mentre gli arrangiamenti sono dello stesso Bertoli, qui anche in veste di produttore per la prima e unica volta nella sua carriera.
Le canzoni sono ballate a metà strada tra il folk americano, la musica celtica e la canzone popolare italiana, mentre i testi sono racconti e storie di provincia a eccezione dei due brani dove Bonaffini e Zanfi cantano insieme a Bertoli: La quinta stagione, che tratta il tema della guerra di Bosnia, e la ballata rock blues Navigatori, interamente scritta da Bertoli, riferita al viaggio di Cristoforo Colombo.
L'album contiene tra le altre anche i brani A casa, una delle canzoni che Bonaffini cantò durante le tournée di Oracoli, e Spunta la Luna dal monte e i grandi successi, insieme a Bertoli, rispettivamente negli anni 1990 e 1991.
Blez è un acronimo che racchiude i nomi Bonaffini Luca Ermanno Zanfi.

## Tracce
1. La quinta stagione – 3:55 (testo: Pierangelo Bertoli – musica: Luca bonaffini)
2. A casa – 3:33
3. Il locale di Bill – 3:15
4. Lucia di Dicembre – 3:25
5. La sposa Marisa – 3:00
6. Diari blu – 3:20
7. Scusami se puoi – 4:25
8. Navigatori (Testo e Musica di Pierangelo Bertoli) – 4:25
9. Le famiglie di Barabba – 2:27
10. Festa sul lago – 3:35
11. Fondi di bicchiere – 3:23
12. Vivai – 3:40
13. La quinta stagione – 3:55

Durata totale: 46:18

## Crediti
- Luca Bonaffini
- Ermanno Zanfi
- Pierangelo Bertoli - produzione discografica, arrangiamenti
- Caterina Caselli - produzione discografica